# Holekalciferol
Holekalciferol (vitamin D3) je forma vitamina D.
On je strukturno sličan sa steroidima, kao što su testosteron, holesterol, i kortizol (mada je sam vitamin D3 sekosteroid). Vitamin D u oko 80% se sintetiše na koži pod uticajem UV zračenja, a samo 20% se isporučuje uz hranu.

## Forme
Vitamin D3 ima nekoliko formi:
- Holekalciferol, (kalciol) je neaktivna, nehidroksilisana forma vitamina D3)
- Kalcifediol (kalcidiol, hidroksiholekalciferol, 25-hidroksivitamin D3, 25(OH)D) je jedna od formi u krvi[4]
- Kalcitriol (1,25-dihidroksivitamin D3) je aktivna forma D3.

## Spoljašnje veze
- Архивирано на веб-сајту  (28. мај 2020)

|  | Molimo Vas, obratite pažnju na važno upozorenje u vezi sa temama iz oblasti medicine (zdravlja). |